# 青木重诚
青木重诚（あおき しげまさ；1893年3月15日—1943年6月29日）日本陆军中将。

## 生平
青木重诚出生于石川县，是陆军中尉青木织之助的长男。青木重诚先后毕业于金泽第二中学、名古屋陆军幼年学校和中央幼年学校。1913年毕业于陆军士官学校25期，同年12月，晋升步兵少尉，加入步兵第7联队。1920年11月，以优秀的成绩毕业于陆军大学校32期。
在历经陆军省军务局付勤务、陆军兵器本厂付兼军务局课员（军事课）、法国驻在、陆军技术本部付兼军务局课员（军事课）、整备局课员、军务局课员、兵器本厂付等职务后，在1930年12月，担任陆军省副官兼陆相秘书官，侍奉宇垣一成、南次郎、荒木贞夫三任陆军大臣。之后担任军务局课员（军事课）、步兵第8连队付、参谋本部员、步兵第7连队长、人事局补任课长，在抗日战争开始时担任第2军参谋副长，之后又担任了第2军参谋长、第11军参谋副长、第11军参谋长。1939年3月晋升陆军少将。
1941年10月，晋升陆军中将，太平洋战争开始时担任南方军总参谋副长。1942年8月，担任第20师团长，1943年6月，因疟疾而去世。